# Engelbert Dollfuss
Engelbert Dollfuss (în germană Engelbert Dollfuß; n. 4 octombrie 1892, Texingtal⁠(d), Austria Inferioară, Austro-Ungaria – d. 25 iulie 1934, Viena, Statul Federal al Austriei) a fost un politician austriac, membru al partidelor Social Creștin și Frontul pentru Patrie. După ce a fost ministru al pădurilor și agriculturii, a devenit cancelar federal în 1932 în mijlocul unei crize a guvernului conservator. La începutul lui 1933, a desființat parlamentul, a interzis Partidul Nazist Austriac și a preluat puteri dictatoriale. Suprimând mișcarea socialistă în februarie 1934, a cimentat autoritatea „austrofascismului” prin constituția autoritară de la 1 mai. Dollfuss a fost asasinat, în cadrul unei tentative eșuate de lovitură de stat, de către agenți naziști în 1934. Regimul său a fost păstrat prin Frontul Stresa până la invazia lui Adolf Hitler din 1938.